# 19954 Shigeyoshi
19954 Shigeyoshi è un asteroide della fascia principale. Scoperto nel 1982, presenta un'orbita caratterizzata da un semiasse maggiore pari a 2,2900313 UA e da un'eccentricità di 0,1372834, inclinata di 6,53602° rispetto all'eclittica.